# Наумов, Алексей Фёдорович (Герой Советского Союза)
Алексе́й Фёдорович Нау́мов (1 марта 1923, Ярославль — 21 января 1943) — советский офицер-танкист, участник Великой Отечественной войны, Герой Советского Союза (1943, посмертно). Лейтенант.
В годы Великой Отечественной войны окончил Челябинское танковое училище и был направлен на Донской фронт командиром тяжёлого танка КВ 344-го танкового батальона 91-й отдельной танковой бригады. В составе экипажа отличился 21 января 1943 года на завершающем этапе Сталинградской битвы в ходе боёв за немецкий аэродром «Питомник» у хутора Новая Надежда (Сталинградская область). Когда у танкистов иссякли боезапасы, немцы облили подбитый танк бензином и подожгли. Весь экипаж погиб. После освобождения хутора весь экипаж был похоронен рядом с местом гибели и представлен к званию Героя Советского Союза.

## Биография
Родился 1 марта 1923 года в городе Ярославле в семье рабочего. Русский. В июне 1941 года окончил среднюю школу имени Подвойского в Ярославле (ныне средняя общеобразовательная школа № 6 имени Подвойского). В детстве очень любил футбол, также увлекался шахматами и художественной литературой.

### Начало Великой Отечественной войны
В конце июня 1941 года у Алексея Наумова в школе состоялся выпускной вечер. А уже в июле 1941 года Красноперекопским районным военкоматом он был призван в Красную Армию и направлен в Челябинское танковое училище. В ноябре 1942 года, закончив по ускоренной программе училище, в звании лейтенанта прибыл в пункт формирования 91-й танковой бригады недалеко от города Горького (ныне Нижний Новгород). Здесь он получил назначение в 344-й танковый батальон командиром тяжёлого танка «KB» с надписью «Тамбовский колхозник», подаренного тамбовскими колхозниками. После непродолжительной учёбы бригаду под командованием полковника И. И. Якубовского направили на Донской фронт в состав 65-й армии.
А. Ф. Наумов принял участие в боях завершающего этапа Сталинградской битвы. 13-14 января 1943 года в составе экипажа уничтожил два танка противника, артиллерийскую батарею, четыре миномёта, пять пулемётов, семь дзотов, пять автомашин, а также до 120 солдат и офицеров противника. В одном из боёв танк был подбит. Под защитой артиллерийского и пулемётного огня танка А. Ф. Наумов и механик-водитель П. М. Смирнов быстро устранили неисправность и возвратились в танк, чтобы продолжать бой. Участник пяти танковых атак. За эти бои приказом командующего фронтом К. К. Рокоссовского А. Ф. Наумов и П. М. Смирнов были награждены орденом Красной Звезды, а члены экипажа младший сержант П. М. Норицын и радист Н. А. Вялых — медалями «За отвагу».

### Последний бой у Новой Надежды
В январе 1943 года снабжение окружённых немецких войск в Сталинграде осуществлялось через последний оставшийся аэродром «Питомник». Для перекрытия этого канала снабжения генерал-лейтенант К. К. Рокоссовский ввёл в бой 91-ю отдельную танковую бригаду полковника И. И. Якубовского. При подготовке атаки на «Питомник» танкистам 344-го танкового батальона было приказано овладеть высотой Безымянная и хутором Новая Надежда (Сталинградская область), лежавшими на подступах к немецкому аэродрому. 21 января 1943 года за пять часов беспрерывного боя экипажем тяжёлого танка КВ лейтенанта А. Ф. Наумова было уничтожено 5 вражеских танков, 24 автомашины с пехотой, 19 пушек и минометов, 15 пулеметных точек противника, 5 дзотов, истреблено до сотни солдат и офицеров.
В ходе дальнейшего боя танк КВ-1 был подбит и окружён противником. Танкисты вместе с включённым в экипаж перед самым боем заряжающим орудия сержантом Ф. Г. Ганусом более пяти часов вели бой до последнего патрона. На предложение сдаться танкисты ответили: «Мы русские и фашистам в плен не сдаёмся пока будем живы». Тогда немцы облили танк бензином и подожгли. Танкисты, погибая, пели «Интернационал». Весь экипаж погиб.
Указом Президиума Верховного Совета СССР от 23 сентября 1943 года «за образцовое выполнение заданий командования и проявленные мужество и героизм в боях с немецко-фашистскими захватчиками» лейтенанту Наумову Алексею Фёдоровичу посмертно присвоено звание Героя Советского Союза.

## Награды и звания
Советские государственные награды и звания:
- Герой Советского Союза (23 сентября 1943, посмертно[6]);
- орден Ленина (23 сентября 1943, посмертно);
- орден Красной Звезды (30 января 1943[9]).

## Семья
Отец — Ф. Г. Наумов. Мать (возможно, мачеха) Ксения Александровна Наумова в 1975 году присутствовала на открытии мемориальной доски, посвящённой сыну-выпускнику 10в класса в школе № 16 имени Н.И. Подвойского Северной железной дороги г. Ярославль, проезд Подвойского, дом 11 ( в 2025 Муниципальное общеобразовательное учреждение "Средняя школа № 6 имени Подвойского" (средняя школа № 6)(умерла в 1981). Мама героя умерла в 1981 году. В Ярославле также жила на улице Наумова (бывшая улица Спорта) его родная племянница — Татьяна Павловна Аристова, работавшая до 2009 медицинской сестрой в кардиологическом отделении медсанчасти шинного завода (с 2012 ГБУЗ ЯО «Клиническая больница № 1» пр. Октября, 52, г. Ярославль), она хранила немногочисленные фотографии и документы своего дяди; умерла во время пандемии ковид. О семье Татьяны и обладателе наследия Алексея в 2025 неизвестно. В Москве проживает троюродный племянник героя Антон.

## Память
Приказом Министра обороны СССР от 23 апреля 1963 года имена членов экипажа были навечно зачислены в списки 1-й танковой роты танкового Фастовского орденов Ленина, Красного Знамени, Суворова и Богдана Хмельницкого полка.
Похоронен на месте гибели, рядом с хутором Новая Надежда Городищенского района Волгоградской области. Над могилой танкистов установлен каменный монумент в исполнении скульптора А. В. Голованова, который запечатлел последние минуты героев-танкистов. Надпись на памятнике: «Великие подвиги ваши бессмертны. Слава о вас переживет века».
В городе Ярославле, на улице, носящей имя А. Ф. Наумова, установлена мемориальная доска, у КПП зенитного училища — стела. Мемориальная плита с именем А. Ф. Наумова установлена на Мамаевом Кургане в Волгограде. В Забайкальском военном округе в одном из военных городков на пьедестал был поднят танк, на башне которого выведена надпись «Наумовец».
В 1972 году на ярославской киностудии Рэма Юстинова об Алексее Наумове был снят фильм «Парень, который похож на тебя» (первое место на Выставке научно-технического творчества студентов и учащихся РСФСР).

Монумент над могилой пяти героев-танкистов около села Новая Надежда (скульптор А. В. Голованов.
 48°50′52″ с. ш. 44°17′09″ в. д.HGЯO
Монумент над могилой пяти героев-танкистов
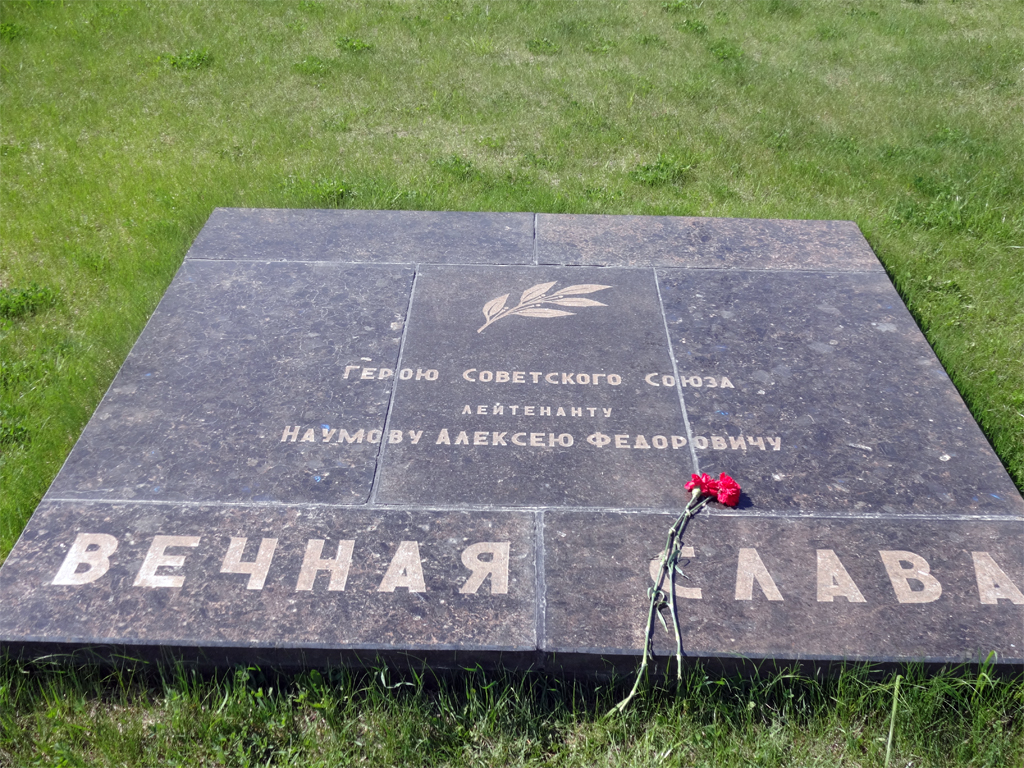
Мемориальная плита А. Ф. Наумова на Мамаевом кургане в Волгограде
Фрагмент стелы у Ярославского филиала Военно-космической академии имени А. Ф. Можайского

## Фильмы
- Парень, который похож на тебя. СССР, 1972. (А. Юстинов, М. Максин, И. Колов).